# Barzilovica
Barzilovica (cyr. Барзиловица) – wieś w Serbii, w mieście Belgrad, w gminie miejskiej Lazarevac. W 2011 roku liczyła 844 mieszkańców.